# Lý Thành, Tuyền Châu
Lý Thành (tiếng Trung: 鲤城, Hán Việt: Lý Thành) là một quận của thành phố Tuyền Châu (泉州), tỉnh Phúc Kiến, Cộng hòa Nhân dân Trung Hoa. Quận này có diện tích 52 km², dân số 270.000 người, mã số bưu chính 362000. Quận Lý Thành được chia thành 6 nhai đạo.